# Acrobasis betulella
Acrobasis betulella is een vlinder van de familie van de snuitmotten (Pyralidae). De wetenschappelijke naam van deze soort is voor het eerst voorgesteld door George Duryea Hulst in een publicatie uit 1890.
De soort komt voor in de Verenigde Staten.